# Vallea stipularis
El raque, chuillur, sachacapulí o majua (Vallea stipularis) es una planta de la familia Elaeocarpaceae, nativa de los Andes, que se encuentra en Bolivia, Colombia, Ecuador, Perú y Venezuela, entre los 1600 y los 4000 m s.n.m.

## Descripción
Es un árbol perenne, que alcanza hasta 15 m de altura. Raíces profundas. El tronco es torcido, muy ramificado. Las hojas, acorazonadas o en forma de pera, a veces lobuladas, de hasta 10 cm de largo, de color verde oscuro por encima y pálidas debajo, con mechones de pelos en las axilas de las venas. Inflorescencia en racimos terminales. Las flores pequeñas en forma de campana son de color rojo carmesí o rosado. Tiene cada una cinco sépalos y cinco pétalos de tres lóbulos, de unos 13 mm de largo. Frutos se  abren en 4 valvas en cápsulas  globosas.

## Usos
Maderable, la madera es lisa y pulen bien, y también es resinosa, combustible. Las raíces se utilizan localmente para aromatizar.
Favorece la producción de miel por ser apetecido el néctar de sus flores por las abejas.
La medicina tradicional le atribuye propiedades como cicatrizante y analgésico y la usa para el tratamiento del escorbuto, la gastritis y el reumatismo.